# Acacia johnwoodii
Acacia johnwoodii é uma espécie de leguminosa do gênero Acacia, pertencente à família Fabaceae.